# 方濟各教宗牧徽
方濟各教宗牧徽於2013年3月18日公布。方濟各決定保持在1991年晉牧為主教時所用的牧徽與格言，但略作調整以反映其作為教宗的地位。

## 圖案與盾徽
該教宗牧徽的盾徽上有3個圖案。由於方濟各身為耶穌會成員，最上方為耶穌會的會徽。這個會徽包含了放射狀的太陽，包含了紅色IHS字樣的基督象徵（耶穌聖名的字母組合），紅色的十字架覆蓋在H字樣上面，三根黑色釘子則在H字樣下面。在耶穌會徽下方則是一個八角星，長久以來代表著聖母瑪利亞，以及一株甘松花代表聖若瑟。在西班牙的肖像傳統，經常描述著聖若瑟的右手持有一支甘松花的枝條。

方濟各教宗最初的牧徽

這些圖案先前就出現於伯格里奧擔任布宜諾斯艾利斯總教區樞機主教時期的牧徽上，但在擔任教宗後，他改變了星星與甘松花的顏色，由銀色改為金色。原先教宗牧徽的第一個版本公布時，星星與伯格里奧樞機時期的牧徽一致，為五角星，但之後改為八角星；甘松花的圖案也經過修改。

## 額外裝飾
傳統上，教宗牧徽只會額外裝飾著三層的三重冕、披帶與代表聖伯多祿磐石的交叉鑰匙。三重冕顯現了教宗權威的角色，鑰匙則顯現了天上與地上束縛與釋放的力量。方濟各的牧徽維持著鑰匙的符號，並沿用了本篤十六世替換三重冕以主教冠代替的作法。然而，三重冕與鑰匙仍維持著代表教宗的意義，並且出現在聖座徽章與梵蒂岡國旗上。

### 主教冠
跟隨著前任者的牧徽作法，方濟各替換三重冕為有三條金色條紋的銀色主教冠。這些條紋呼應了三重冕的三層結構，顯現了聖統、司法和訓導三個權威的結為一體。 巧合的是，斜接中心的三個條紋和垂直條紋也構成了「王」的漢字。

### 格言

伯格里奧樞機主教時期的牧徽

繪有變體之方濟各教宗牧徽的瑞士近衛隊隊旗

很不尋常地，方濟各在擔任教宗後，決定保留他過往擔任主教時的牧職格言：因仁愛而被揀選（拉丁語：Miserando atque eligendo）。這個格言取自比德的第21次講道，取材自《瑪竇福音》，並談論到聖瑪竇的被召選。他寫道：
|                            | 耶穌看見了一個稅吏，因者仁愛而揀選了他，並說：「跟隨我。」 Vidit ergo lesus publicanum et quia miserando atque eligendo vidit, ait illi 'Sequere me'. |
| ——Om. 21; CCL 122, 149-151 | |

比德在這裡討論的是《瑪竇福音》第9章第9－13節。這一段點出了耶穌選擇瑪竇成為他的弟子，儘管他是一個罪人。依據《聖經思高本》的翻譯：
|  | 耶穌從那裏前行，看見一個人在稅關那裏坐著，名叫瑪竇，對他說：「跟隨我！」他就起來跟隨了耶穌。 當耶穌在屋裏坐席時，有許多稅吏和罪人也來同耶穌和衪的門徒一起坐席。 法利賽人看見，就對衪的門徒說：「你們的老師為什麼同稅吏和罪人一起進食呢？」 耶穌聽見了，就說：「不是健康的人須要醫生，而是有病的人。 你們去研究一下：『我喜歡仁愛勝過祭獻』是什麼意思；我不是來召義人，而是來召罪人。」 |

在聖座公布的教宗牧徽與格言聲明當中解釋，方濟各在17歲，1953年聖瑪竇瞻禮日時進行和好聖事感受到聖召，這句話對於方濟各有特別的意義。